# A Entomologia Forense: uma área da ciência
Entomologia Forense é uma área da ciência que utiliza os estudos da biologia dos insetos e de outros artrópodes para fins de aplicação dos mesmos em investigações criminais. Os insetos, uma vez que são capazes de perceberem os odores dos cadáveres primeiro que os seres humanos e, portanto, chegam aos mesmos antecedentemente a estes, são utilizados durante essas investigações, pois podem fornecer dados importantes aos investigadores, como data da morte do cadáver, se houve  alguma manipulação do mesmo, seja por algum animal ou até mesmo pelo próprio assassino, além de demonstrar as circunstâncias que cercaram o fato antes ou depois do ocorrido, entre outros, visando indicar os vestígios do crime, bem como os possíveis criminosos.

## HISTÓRIA
A entomologia forense, embora seja uma área da ciência recente, tem ganhado acentuado reconhecimento internacional, e sua origem é bastante discutida. De acordo com os manuais de medicina legal, sua primeira aplicação teria ocorrido na China no ano de 1235, no século XIII, sendo utilizada durante as investigações de um assassinato ocorrido em uma fazenda situada na zona rural. Com o intuito de solucionar o caso, os policiais investigaram os pertences dos empregados da fazenda e identificaram uma foice na qual sobrevoaram insetos devido aos odores liberados pelos restos orgânicos contidos no objeto em questão, levando o dono da foice a confessar a autoria do crime, o que tornou a primeira situação em que insetos auxiliaram na resolução de um crime. O relato desse acontecimento se deu através do manual chinês denominado “The washing away of wrongs”, escrito por Sung Tz'u.
Os estudos que buscavam evidenciar a relação entre os insetos e cadáveres começaram séculos depois desse primeiro ocorrido envolvendo os insetos em investigações criminais e contou com a participação de importantes pesquisadores. Dentre eles, cabem citar:  
•	Francesco Redi: (Redi, 1668): Séculos após esse primeiro acontecimento, Francesco Redi, na Itália, passou a estudar as relações entre insetos e cadáveres. Ele realizou um experimento onde o mesmo colocou cadáveres de animais tanto em frascos abertos, onde moscas podiam entrar e sair livremente, quanto em fechados, onde não havia possibilidade da entrada de insetos. Passado dias, ele percebeu que surgiram vermes dentro dos frascos abertos, enquanto que os fechados não continham tais vermes. Com esse experimento, Redi foi capaz de mostrar a relação entre insetos e cadáveres, mesmo que de forma pioneira e incompleta.
•	Mathieu Orfila  e Octave Lesueur: (Orfila & Lesueur, 1831; Orfila, 1847): Os avanços relacionados a entomologia forense também se deu através de estudos da presença de alguns dípteros em cadáveres realizados na França pelo espanhol Mathieu Orfila juntamente com o francês Octave Lesueur. Porém, eles não conseguiram abordar uma estimativa para a data da morte do cadáver, uma vez que não completaram uma aplicação prática de seus estudos.
•	Bergeret (1855): No ano de 1855, o médico francês Bergeret utilizou os insetos para estimar um Intervalo Pós-Morte (IPM) em um cadáver de uma criança, na França, uma vez que o cadáver, em seu estado de decomposição, possuía associação de fauna.
•	 Jean Pierre Mégnin (1894): Dando continuidade com os trabalhos de Bergeret, Mégnin lançou, na França, o livro “La fauna des cadavres”. Neste, ele descreveu os insetos cadavéricos que se sucedem nos processos de decomposição, bem como os casos reais estudados por ele, o que mostrou a importância da entomologia nos processos de práticas médico legais. Com a publicação desse livro, a entomologia forense tornou-se mais conhecida no campo internacional, apesar de ainda apresentar falhas, uma vez que não possuía um estudo especializado da fauna cadavérica no mundo.
•	Leclercq (1969) e Smith (1986): Estes pesquisadores contribuíram de forma significativa para a disseminação de estudos relacionados a entomologia forense no mundo através da publicação dos livros “Entomology and Legal Medicine" e “A Manual of Forensic Entomology”, respectivamente.

## História da Entomologia Forense no Brasil
No Brasil, os estudos da entomologia forense iniciaram-se no ano de 1908 através dos trabalhos de Edgard Roquette Pinto, no Rio de Janeiro, e de Oscar Freire, na Bahia. Neste mesmo ano, o pesquisador baiano apresentou seus estudos e a consequente coleção de insetos necrófagos à Sociedade Médica da Bahia. As pesquisas realizadas por Oscar Freire foram feitas, em grande parte, através de estudos de cadáveres humanos e animais de pequeno porte. Antes deste apresentar os resultados de seu trabalho, Domingos Freire (Factos da vida dos insetos II, Fauna dos cadáveres, 1908) havia publicado um artigo que trazia em pauta esses assuntos. Ainda no ano de 1908, Roquette Pinto publicou estudos de caso “Nota sobre a fauna cadavérica no Rio de Janeiro". Os trabalhos publicados por esses dois pesquisadores deram início as bases da Entomologia Forense nos trópicos.

## Aplicação da Entomologia Forense
A entomologia forense, desde seu surgimento, tem contribuído de maneira significativa em investigações criminais, bem como em outras áreas criminais. A utilização de insetos e de outros artrópodes para tais fins possibilita informações de relevante importância durante investigações de mortes, uma vez que auxiliam na determinação da causa, modo e até mesmo a localização da morte de um determinado indivíduo, além de estimar o tempo entre a morte e a data em que o cadáver foi encontrado, que é chamado de Intervalo Pós-Morte (IPM). Ademais, é importante abordar que os estudos da biologia dos insetos e de outros artrópodes também se aplicam em outros meios, podendo citar a colaboração dos mesmos na elucidação de maus tratos, uma vez que nesses casos, são capazes de determinar se certos indivíduos, como idosos, estão sendo privados de cuidados básicos, isso porque os insetos afloram nesses indivíduos devido ao odor exalado pelos mesmos em casos de negligência e de falta de cuidados básicos. Além disso, também contribui na resolução de crimes de entorpecentes, uma vez que, através dos insetos, a origem da droga pode ser localizada.
Existe diversos casos de mortes em que foi utilizado a entomologia forense para fins de solucionar o mesmo, um desses casos foi o que ocorreu na cidade de Lauro de Freitas, na Bahia, onde um ex-PM de 58 anos foi encontrado no quintal de uma casa dentro de uma geladeira coberta por concreto. Através das larvas encontradas no cadáver, bem como a utilização da entomologia forense no geral, a identidade da vítima, desaparecida há dois meses, pôde ser identificada, bem como a estimativa do Intervalo Pós-Morte, evidenciando a importância da utilização da entomologia forense na resolução de crimes.
Outro caso em que foram aplicados os estudos da entomologia forense foi o que ocorreu com o desaparecimento de uma criança no dia 25 de dezembro de 2004. 
Após 40 dias desse ocorrido, foram encontrados restos mortais da criança e, juntamente com estes, moscas adultas, permitindo que o Intervalo Pós-Morte pudesse ser estimado. Assim, depois dessa estimativa, os investigadores propuseram que a criança teria sido morta logo após seu desaparecimento.

## Intervalo Pós-Morte (IPM)
O intervalo pós-morte consiste na estimativa do tempo, mínimo e máximo, entre a morte e a data em que o cadáver foi encontrado, sendo uma das principais aplicações da entomologia médico-criminal. Para estimar o IPM, é necessário que seja estabelecido um intervalo de tempo mínimo e máximo, desde o momento em que o corpo foi exposto a ação dos insetos até a descoberta do mesmo. A determinação do intervalo de tempo máximo é dada através da espécie que se encontra presente no cadáver associada à determinada fase de decomposição, o que corresponde a sucessão de insetos no momento em que o corpo está se decompondo. O limite mínimo pode ser determinado a partir da idade das larvas coletadas que, normalmente, são de Diptera, uma vez que as moscas são capazes de depositaram seus ovos no cadáver alguns minutos após a morte do mesmo. Entretanto, é importante frisar que na estimativa do intervalo de tempo máximo é necessário considerar que fatores externos podem ter retardado o desenvolvimento da entomofauna encontrada no cadáver.

## Aplicação do DNA à entomologia forense
A aplicação do DNA em práticas de entomologia forense, embora haja poucos trabalhos publicados sobre a utilização dessa técnica por parte de entomologistas, busca identificar as amostras de insetos de maneira eficaz. Além disso, o DNA também é capaz de associar um ser humano, morto ou vivo, com insetos, pois pode identificar a presença de carne putrefata e até mesmo de sangue no intestino de artrópodes.  
O DNA mitocondrial contribui de maneira significativa para a identificação de espécies por parte de entomologistas forenses. As larvas ou ovos de algumas espécies de dípteros são difíceis de serem distinguidas morfologicamente uma das outras e, quando a identificação de uma determinada espécie é feita de maneira incorreta, pode prejudicar as investigações. O DNA, então, tem extrema importância durante os primeiros passos em uma determinada investigação, visto que a identificação morfológica da espécie é um passo essencial para iniciar o uso da prova entomológica.

## Subcategorias da entomologia forense
A entomologia forense está dividida em três subcategorias, sendo elas: 
• Entomologia médico-legal
Está relacionada em processos criminais, com a participação dos insetos é possível realizar uma junção de informações e compor uma prova, especialmente para estimar o Intervalo Pós-Morte (IPM).  Além disso, ela também é importante durante investigações de casos de crimes violentos, como estupros, de negligência e maus-tratos. A investigação é baseada na distribuição geográfica e habitat natural das espécies coletadas no local da morte, o que permite descobrir onde a mesma ocorreu.
Um caso que exemplifica essa subcategoria foi o que ocorreu na cidade de Salvador, na Bahia, onde o corpo de um médico de 62 anos, chamado Luis Carlos Correia Oliveira, foi encontrado em um matagal em um estado avançado de esqueletização, assim, visando um melhor resultado do laudo, foi solicitado o trabalho da entomologia forense com o objetivo desta determinar a data em que o médico foi morto.
• Entomologia de produtos armazenados
Nesta ação, os insetos é o causador do problema, ou seja, a ação ocorre quando há uma grande contaminação de produtos comerciais, englobando variadas espécies, entre elas as de coleópteros e lepidópteros, que atacam os produtos após a colheita e os derivados quando são armazenados. Para o controle das pragas, envolve o uso de tecnologias que tendem a eliminação ou redução das mesmas, tendo em vista a proporção de um ambiente seguro para a população humana. 
• Entomologia urbana
Trata-se do estudo de insetos que coexistem com a espécie humana nas cidades, causando danos à saúde da população através da transmissão de doenças e fontes de alergias, até mesmo, causando danos a bens culturais, como madeiras e jardins.

## Insetos e artrópodes de maior relevância para a ciência criminal
Os insetos e artrópodes possuem relevante importância nas investigações criminais, como já mencionado anteriormente, principalmente pelo fato de estarem presentes em todos os processos de decomposição. O cadáver, por ser uma fonte rica em energia e, portanto, proporciona alimentos e abrigos para insetos e artrópodes, é capaz de atrair os mesmos. Os que se alimentam dos cadáveres são chamados de necrófilos e estes podem ser classificados em necrófagos, parasitas e predadores, onívoros e acidentais.  Sendo a Diptera (moscas), Coleoptera (besouros), Hymenoptera (vespas), Blattaria (baratas) e Acari (ácaros) os principais artrópodes de interesse da entomologia forense. 
•  Necrófagos: são aqueles que se alimentam dos tecidos em decomposição, sendo que estes contribuem para a desintegração e putrefação do cadáver. Dentre os insetos que compõem o mesmo, as moscas são as que exercem maior relevância para a ciência criminal, uma vez que elas são as que encontram primeiro o cadáver ao seres atraídas pelos tecidos humanos que estão se decompondo e, portanto, elas participam dos processos iniciais de decomposição, permitindo a estimativa do Intervalo Pós-Morte (IPM).
•  Parasitas e predadores:  os parasitas são aqueles que necessitam de outros indivíduos para seu desenvolvimento e, nestes casos, eles utilizam a fauna cadavérica para tal fim. Já os predadores se alimentam diretamente das formas adultas da fauna associada ao cadáver. 
•  Onívoros: são aqueles que se alimentam tanto do cadáver, quanto da fauna contida no ambiente em que o mesmo se situa. 
•  Acidentais: são aqueles artrópodes que utilizam o cadáver como forma de abrigo, expandindo seu habitat natural.

## A importância das moscas para a entomologia forense
As moscas (Insecta, Diptera) compõem um grupo dos insetos que possuem relevante importância para a entomologia forense, uma vez que são uma das primeiras a colonizarem cadáveres, além de serem utilizadas para estimar o Intervalo Pós-morte (IPM) quando os corpos são encontrados em estados iniciais de decomposição, sendo usadas, portanto, para fins de resolução de crimes. Na América do Sul, existem algumas famílias de moscas que exercem maior relevância forense, pois apresentam hábitos necrófagos e, normalmente, são encontrados em cadáveres. Dentre essas famílias, cabem citar algumas que possuem maior diversidade.  
•  Calliphoridae: As moscas-varejeiras, como popularmente são conhecidas as moscas da família Calliphoridae, constituem um dos primeiros insetos a localizarem os cadáveres e depositarem seus ovos nos mesmos, sendo atraídos pelos odores exaltados pelo corpo. Ainda dentro desta família, algumas espécies, como a Chrysomya albiceps e Chrysomya megacephala, se destacam por serem frequentemente encontradas em áreas urbanas, tornando-as mais frequentes em cadáveres. No Brasil, esta família das moscas exercem ainda mais importância forense, visto que são encontradas em todas as regiões do país.
•  Sarcophagidae: as moscas da família Sarcophagidae, que possuem cerca de 2600 espécies descritas, têm contribuído de maneira significativa para os estudos envolvendo a entomologia forense. Segundo alguns estudos, essas moscas conseguem colonizar cadáveres nos mesmos dias que as da família Calliphoridae, além de começarem a se alimentarem da carcaça logo após entrarem em contato com o substrato, mostrando a importância das mesmas para a estimativa do Intervalo Pós-Morte (IPM).
•  Muscidae: Estas moscas, com cerca de 4500 espécies descritas, são encontradas em cadáveres, entretanto, em menor quantidade se comparada com as moscas da família Calliphoridae e Sarcophagidae. Elas apresentam grande diversidade de hábito e os adultos podem ser hematófagos, predadores, saprófagos ou necrófagos. Por participarem de algumas fases da decomposição, como a inchada e de deterioração, são utilizadas para estimar o Intervalo Pós-Morte.

## A influência de fatores ambientais nesses processos
A entomologia forense contribui de maneira significativa durante investigações criminais, principalmente com a estimativa do Intervalo Pós-Morte (IPM), como já mencionado. Entretanto, há alguns fatores ambientais que influenciam nesse processo e, portanto, os mesmos precisam ser estudados e entendidos para que sejam obtidos resultados precisos durante as investigações, uma vez que estes fatores podem interferir na duração da decomposição do cadáver, bem como na duração com que os insetos necrófagos chegam aos corpos, por exemplos. Dentre esses fatores, cabem citar: 
• Temperatura: A temperatura é um fator de extrema importância para determinar o tempo de duração da decomposição do cadáver, uma vez que interfere na colonização e atividade dos insetos no mesmo. Em ambientes mais frios, a decomposição do corpo ocorre de maneira mais lenta, visto que as baixas temperaturas são capazes de proteger o corpo contra a atividade da microbiota, retardando o processo de decomposição e a ação dos insetos, principalmente pelo fato destes serem animais pecilotérmicos, ou seja, que não possuem mecanismos que os permitam regular a temperatura dos seus corpos. Já em ambientes com temperaturas mais quentes, observa-se uma maior diversidade de espécies necrófagas encontradas em cadáveres. Sendo assim, é necessário realizar um estudo aprofundado dessas espécies e a sua ação nos diversos tipos de temperatura do ambiente.
•  Local: A geografia do local onde o corpo foi encontrado também pode influenciar na retardação ou agilidade da decomposição do cadáver, uma vez que interfere na chegada da entomofauna no mesmo. A exposição do cadáver ao sol favorece a chegada das espécies necrófagas no mesmo, pois ocorre uma elevação da temperatura do ambiente e, assim, a decomposição do corpo ocorre de maneira mais rápida. Além disso, também é necessário levar em consideração a disponibilidade de insetos no local onde o corpo foi encontrado, visto que algumas espécies ocorrem em locais específicos. 
• Chuvas: As chuvas podem retardar a chegada dos insetos no cadáver e, consequentemente, a decomposição do corpo ocorre de maneira mais lenta.
• Soterramento do corpo: Em casos de crimes em que o corpo foi soterrado, pode ocorrer uma restrição do acesso de insetos e de outros artrópodes no cadáver, uma vez que nem toda espécie consegue penetrar no solo a uma certa profundidade e, assim, a decomposição do corpo pode ocorrer de maneira mais lenta, visto que, para que isso ocorra, é necessário que haja espécies com capacidade de penetrar o solo levando em consideração a profundidade em que o corpo se encontra.

## Métodos de coleta de dados
A decomposição do corpo é fundamental para o início de todo trabalho investigativo forense, já que os invertebrados presentes no cadáver fornecem dados importantíssimos para desvendar o ato criminoso, visto que dificilmente o corpo é encontrado horas após o crime, sendo geralmente localizado após dias do ocorrido. Inicialmente é realizado o reconhecimento do cadáver devido aos insetos necrófagos que consomem os tecidos em decomposição e assim retribui para a extração do sangue do trato digestório dos insetos possibilitando, assim, a realização do exame de DNA e, consequentemente, a identificação do indivíduo. Nesses casos, é de extrema importância a presença de um entomólogo para que este possa trabalhar junto com os Peritos Criminais. Assim, o entomólogo inicia a identificação do material que foi coletado, além de buscar formas para estimar o Intervalo Pós-Morte (IPM) e, assim, passar todas as informações aos peritos. Ademais, nesses casos, é recomendado que algumas regras sejam seguidas, visando uma melhor obtenção de dados, tais como: evitar caminhadas sem cuidados pelo local do crime, não tocar no cadáver ou movimentar objetos antes que os exames periciais tenham chegado ao fim, bem como não remover evidências do local sem a devida autorização dos responsáveis pela investigação, entre outros. 

## Entomoxicologia
A presença de insetos em cadáveres, além de todas as suas utilizações até aqui citadas, também auxilia na identificação de drogas e de outras substâncias, caso estás estejam presentes no cadáver, o que acaba unindo os estudos da entomologia forense com a toxicologia, sendo que esta estuda as relações que os problemas tóxicos de agentes químicos tem com saúde humana. Com o crescente aumento de casos de mortes envolvendo drogas no mundo, as técnicas entomológicas se fazem ainda mais necessárias, principalmente devido a facilidade da coleta de larvas e da manutenção das mesmas em laboratórios para fins de análise toxicológica, além disso, elas são mais eficazes que os tecidos coletados em cadáveres, que normalmente são os utilizados para fins de análise, pois elas apresentam menos contaminantes que os tecidos. A importância da entomologia forense nesses processos ainda se dá porque, mesmo que as larvas não sejam mais encontradas no cadáver no momento em que o mesmo foi localizado, devido ao longo tempo em que ele foi exposto, as investigações podem ser feitas utilizando o pupário dos insetos, que se trata de uma estrutura rígida formada geralmente pelo tegumento do último instar larval, uma vez que substâncias químicas podem ser identificadas a partir desses pupários, segundo pesquisadores.

Todas as informações citadas neste presente trabalho mostram a relevância da entomologia forense para diversas áreas, sobretudo as que envolvem investigações criminais.